# 솔저: 76
솔저: 76(영어: Soldier: 76, 본명 존 "잭" 모리슨; 영어: John "Jack" Morrison)은 55세의 미국 출신 전직 군인이자 무법자로, 오버워치의 창립 멤버이다. 얼굴 전체를 덮는 마스크를 쓰고, 나선 로켓을 발사할 수 있는 실험용 펄스 소총으로 무장하였다.
잭 모리슨은 인디애나주에서 태어났으며, 18세에 미군에 입대했다. 그는 용맹과 군인관을 바탕으로 "강화 군인 프로그램"에 선발되었고, 이후 옛 동료인 가브리엘 레예스와 함께 오버워치에 합류했다. 옴닉 사태와 각종 혼란을 성공적으로 종결시킨 그의 공헌은 그를 오버워치의 공식 사령관으로 임명되도록 만들어주었지만, 이것은 그와 레예스 사이에 생긴 갈등의 계기가 되었다. 이후 오버워치가 부패했다는 주장으로 전세계적인 조사를 받게 되자, 오버워치의 사령관인 잭 모리슨과 블랙워치의 사령관인 가브리엘 레예스 사이의 긴장감은 노골적인 충돌로 이어졌고, 오버워치의 본부가 파괴되는 결말로 이어졌다. 모리슨은 폭발로 인해 사망한 것으로 여겨졌고, 알링턴 국립묘지에 매장되었다고 알려졌다.
그러나 6년 후, 모리슨은 무법자 "솔저: 76"로 재부상하여 다수의 불법 기업, 금융 기관, 전 오버워치 시설에 가한 연쇄 습격 사건, 무기와 고급 기술 탈취로 전 세계의 수배를 받게 되었다. 그는 오버워치의 몰락의 배후에 숨겨진 진실을 밝혀내기 위해 혼자만의 전쟁을 선포했다.
솔저: 76은 게임의 오픈 베타 기간 중에 가장 인기있는 공격 캐릭터였다.
솔저: 76의 한국어판 목소리는 김승준이 맡았다.
블리자드의 오피셜에 따르면 솔저:76는 설정상 동성애자이다.

## 게임 플레이
실험용 펄스 소총은 연사발사가 되고,원래 탄퍼짐이 있었지만, 탄퍼짐을 줄이고 지속적인 반동을 추가하였다. 나선 로켓은 앞으로 빠르게 날아가 터지며, 달리기는 이동 속도를 증가시켜 준다. 오버워치의 영웅 중 유일하게 달리기 스킬이 있다. 생체장은 지속시간 동안 자신과 아군들에게 생명력을 회복시켜준다. 궁극기는 '전술 조준경'이다. 궁극기 사용시 대사는 "목표를 포착했다"이며, 아군에게는 "전술 조준경 활성화"라고 들린다.